# Elaphoglossum blumeanum
Elaphoglossum blumeanum là một loài thực vật có mạch trong họ Lomariopsidaceae. Loài này được (Fée) J. Sm. mô tả khoa học đầu tiên năm 1866.